# Русские американцы
Русские американцы (англ. Russian American) — русскоязычные граждане или постоянные жители Соединённых Штатов Америки, которые являются либо этническими русскими, либо гражданами России, либо иммигрантами или потомками иммигрантов из России или других стран бывшего СССР или бывшей Российской империи.
Словосочетание «русский американец» сами американцы не используют почти никогда, и часто называют выходцев из СССР просто «русскими» — «Russian». Так как американцы восточнославянского происхождения появились давно, их корни следует искать в истории Российской империи, СССР и современных постсоветских стран (в первую очередь Украины, России и Белоруссии). Следует учитывать, что не всегда этническая идентификация и родной язык русских американцев совпадают с этническим происхождением в силу межэтнического смешения и процессов ассимиляции, миграции и т. д.

## Статистика
По данным на 2008 год, о своём русском происхождении заявило примерно 3 миллиона американцев. Как показала перепись населения 2000 года, 706 тысяч американцев указали русский язык в качестве родного. Русский язык занял седьмое место по распространённости в США. По оценкам экспертов, в 1990 году этнических русских в США было 750 тысяч. По данным переписи 2010 года, русский язык был языком повседневного общения для 905 тысяч жителей США (т.е. около 0,3% населения страны). Число русскоязычных в США росло неравномерно; особенно быстро оно увеличилось после распада СССР в 1990-е годы. Оценочно, включая нелегальных иммигрантов, на сегодняшний день в США находятся порядка 2,7 миллионов русскоязычных. Часть русских иммигрантов, особенно тех, кто прибыл из Российской империи, и их потомки русским языком практически не владеют.
В 2020 году в США было примерно 1,4 миллиона русских, что составляло ~1% от населения России. По подсчётам, в США ~4,5 – 5 млн русскоговорящих.
Выходцы из России и СССР расселяются, преимущественно, в Средней Атлантике, Южной Атлантике, на Юго-Востоке Центральных штатов, в Новой Англии и на Северо-Западе.
В штате Нью-Йорк живёт больше русскоговорящих, чем в других штатах.

## Волны иммиграции

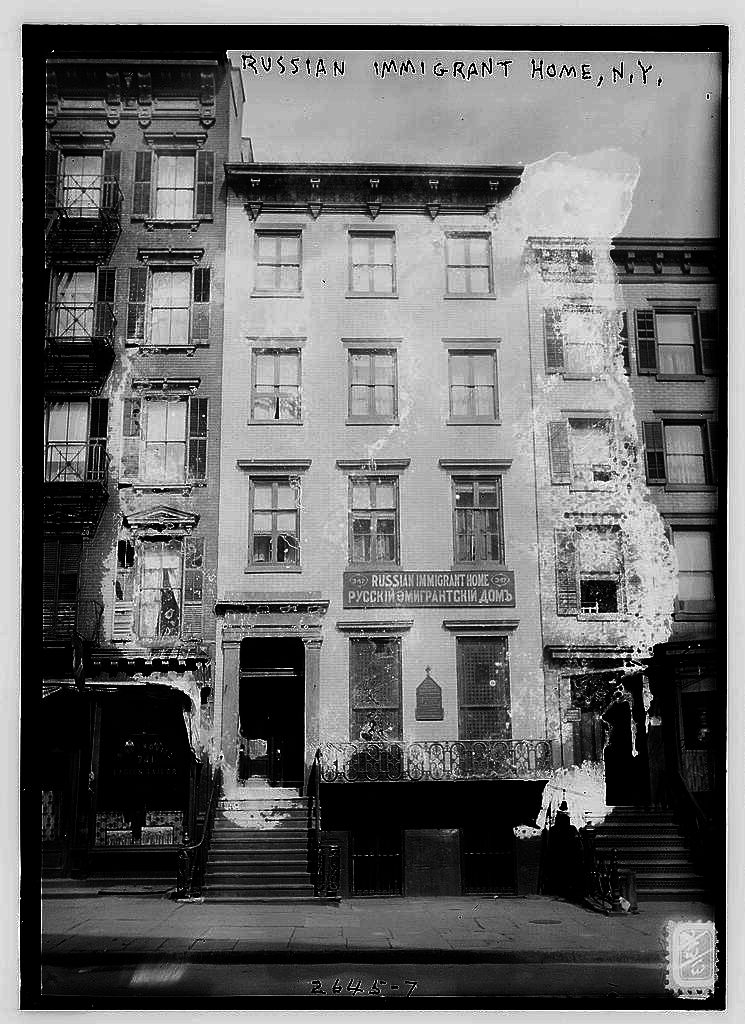
Русский иммигрантский дом, 347 E 14th St, Нью-Йорк, 1910—1915

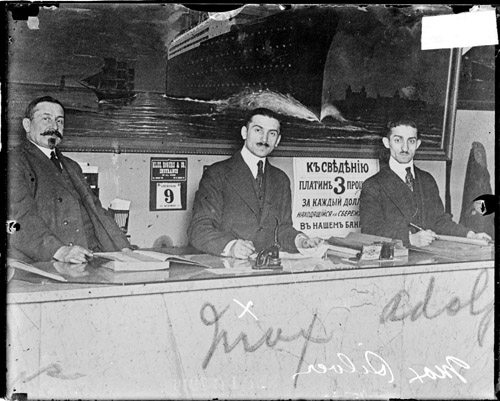
Русскоговорящие банкиры в Чикаго, 1916

Волны иммиграции из Российской империи, СССР и Российской Федерации и других стран, входивших в состав СССР (в первую очередь, Украины, Беларуси, Грузии, Узбекистана, Казахстана, Таджикистана) в США всегда носили своеобразный характер, отличный от британской (массово-переселенческой) или мексиканской (трудовой). Значительную часть прибывших во все времена составляли люди, искавшие жизни, более свободной от религиозных, политических, экономических и других ограничений в Российской империи, СССР и современных России, Украины, Беларуси, Молдовы, Грузии, Армении, Азербайджана, Казахстана, Узбекистана и т.д. Различают несколько условных волн русской иммиграции в США. Впрочем, если первые две волны имеют достаточно чёткое историческое разделение, то начиная с третьей однозначно определить, когда прекращалась одна волна и начиналась другая, достаточно сложно. 
- Первая волна была связана с российским освоением Америки в XVIII—XIX веках и была представлена малочисленными русскими первопроходцами, основавшими поселения вдоль побережья Тихого океана.
- Вторая волна проходила в конце XIX — начале XX веков, и была представлена прежде всего евреями из Российской империи. В числе выдающихся представителей этой волны — Ирвинг Берлин, Шолом-Алейхем.
- Третья волна была представлена эмигрантами, бежавшими из России после Октябрьской революции 1917 года. В числе выдающихся представителей этой волны — Игорь Сикорский, Владимир Зворыкин, Борис Бахметьев, Александр Высоцкий.
- Четвёртая — небольшая волна — состояла из политэмигрантов из СССР с момента окончания Второй Мировой войны до начала 1970-х годов. Яркий представитель указанной волны — Иван Елагин.
- Пятая — и первая массовая во времена СССР — волна приходится на период с 1971 года до начала Перестройки. В указанный период евреи из СССР получили от советских властей разрешение на воссоединение со своими родственниками в Израиле. Однако многие из тех, кто покидал Союз по израильской визе, оказываясь за границей предпочитали переезд в США, которые в то время также открыли двери для советских еврейских иммигрантов на основе поправки Джексона — Вэника. Эта волна была особо богата на знаменитых спортсменов, артистов, художников, музыкантов, писателей и журналистов. В их числе — Михаил Барышников, Михаил Шуфутинский, Михаил Гулько, Иосиф Бродский, Наум Коржавин, Эдуард Лимонов, Сергей Довлатов, Павел Литвинов, Александр Солженицын, Савелий Крамаров, Илья Баскин, Лев Халиф, Константин Кузьминский и др. Также пятая волна иммиграции положила начало массовому распространению в Нью-Йорке легендарной русской мафии, присутствовавшей в актуальной повестке жизни города вплоть до 2010-х годов. Именно в эту волну сформировался в нынешнем виде знаменитый русский район Брайтон-Бич на южной окраине Бруклина. Данной волне иммиграции был посвящён американский документальный фильм The Russians Are Here («Русские здесь»), вышедший в 1982 году на телеканале PBS. Несколькими годами позже этот фильм был показан на советском телевидении в рамках программы «Камера смотрит в мир». Кроме того, жизни русскоязычного населения Америки, сформировавшемся в этот период посвящены два художественных фильма: «Москва на Гудзоне» (США, 1984, реж. Пол Мазурски) и «На Дерибасовской хорошая погода, или На Брайтон-Бич опять идут дожди (Россия, 1992, реж. Леонид Гайдай).
- Шестая — и самая многочисленная — волна была связана с падением железного занавеса в конце 1980-х — начале 1990-х годов, когда в США начали массово приезжать не только евреи, но и представители любых национальностей, рас и религий, живших в СССР. Отличие иммиграции образца конца 1980-х и 1990-х годов в практически полном отсутствии идеологической составляющей. Впервые для русскоязычных людей переезд в Америку стал ассоциироваться почти исключительно с баснословными (по сравнению с их родиной) финансовыми перспективами. В числе известных представителей этой волны — Александр Болонкин, Алексей Мурженко, Владимир Альбрехт, Зенон Позняк, Алексей Пажитнов. Жизнь русских американцев в период шестой волны русской эмиграции в США фрагментарно показана в фильме «Брат 2» (Россия, 2000, реж. Алексей Балабанов).
- Седьмая волна эмиграции происходит в настоящее время и стартовой точкой отсчёта этой волны по разным оценкам называются 2012, 2014 и 2022 года. Отличительная особенность этой волны — массовое смешение как реальных политических эмигрантов (в том числе политических беженцев), так и экономических эмигрантов, массово уезжающих в США в поисках лучшей жизни. При этом для седьмой волны характерно беспрецедентно огромное количество русскоязычных эмигрантов, попадающих в США без визы, через мексиканско-американскую границу, чаще всего, через город Тихуана. Почти все, кто осуществляет свой проход в США через Мексику, заявляют прошение о предоставлении политического убежища, однако в действительности среди таких людей очень редко встречаются реальные и сколько-нибудь известные русскоязычные политики, журналисты или оппозиционные активисты, в связи с чем заявление о политическом убежище в действительности стало лишь формальным основанием для попадания и дальнейшей легализации в США. В настоящее время на смену нелегальному проезду приходит возможность запросить политубежище (asylum) в США через специальное государственное приложение CBP One, фактически выполняющее роль «визы убежища». На период текущей волны русской эмиграции в США (представленной в основном приезжими из России, Украины, Беларуси, Узбекистана, Казахстана и Грузии) приходится один из самых тяжелых периодов взаимоотношений между Россией и США: впервые в постсоветской истории США и другие западные страны наложили на Россию (и частично на некоторые другие государства бывшего СССР) экономические и политические санкции, вызванные усиленным ростом политических преследований внутри России, а также аннексией Россией украинских территорий и полномасштабной войной на территории Украины, начавшейся 24 февраля 2022 года. В числе ярких представителей настоящей волны — Гарри Каспаров.

Во второй половине нулевых годов в России на «Первом канале» вышел 16-серийный проект «Одноэтажная Америка», ведущие которого Иван Ургант и Владимир Познер, рассказывая о прошлом и настоящем США, не обошли стороной и русскоязычную диаспору на Брайтон Бич. Кроме того, район Брайтон Бич и его русскоязычные жители оказывается в центре внимания художественного фильма «Анора» (США, 2023, реж. Шон Бейкер), получившего 5 премий «Оскар», в том числе в номинации «Лучший фильм».
Далеко не все «русские американцы» являются русскими этнически или считают себя таковыми в полной мере. Зачастую, под «русскими» в США понимаются эмигранты из Восточной Европы или стран бывшего СССР в целом.
С 1820 года по 1917 год из Российской империи в США прибыло не менее 3,3 млн иммигрантов, но по своему этническому происхождению русских среди них было немного. В первое десятилетие XX века, на которое пришелся приток почти половины из них (1.6 млн.), около 44 % составляли евреи, 27 % — поляки, более 9 % — литовцы, более 8 % — финны, около 6 % — немцы и лишь около 5 % — русские. В данных переписей населения США 1910, 1920 и 1930 годов категория «русские» включала не только великороссов, белорусов и малороссов, но и считавших своим родным языком русский российских евреев, прибалтов, а также карпаторусов из Галиции.
Одной из самых массовых волн иммиграции принято считать вторую, происходившую в 1880-х — 1920-х годах. Большинство прибывших в этот период составляли евреи или те, кто по разным причинам так себя позиционировал. Всего, за период 1880—1914 годы, в США эмигрировали 1 миллион 557 тысяч российских евреев.
Тем не менее, далеко не все эмигранты, относившие себя к русским евреям, являлись ими этнически. В первую очередь, это связано с тем, что евреями в Российской империи, как и в большинстве стран Европы, называли не только этнических евреев, но и всех иудеев по вероисповеданию (например, субботников, караимов и др.). Во-вторых, многие жители Российской империи, а позже — СССР и России, эмигрировавшие в США, намеренно меняли имена и фамилии на распространённые среди евреев, чтобы воспользоваться преференциями иудейских диаспор, занять более высокое положение в обществе или скрыть славянское имя и фамилию во время холодной войны. Помимо этого, некоторые из русскоязычных эмигрантов последней волны в США выдавали себя за «еврейских беженцев», что делало проще легализацию постоянного проживания в стране и получение гражданства, в соответствии с действовавшей в США, с 1989 по 2011-й годы, поправкой Лаутенберга, по которой евреям из бывшего СССР (а также ряду других религиозных меньшинств, включая баптистов и пятидесятников) давали статус беженца автоматически, чем многие эмигранты, независимо от их реального этнического происхождения, активно воспользовались.
Этнические евреи в Российской империи значительно отличались от евреев СССР и современной России. Большинство из них тогда проживало в западных российских губерниях (Польша, Украина, Белоруссия, Прибалтика), довольно компактно, концентрируясь в еврейских районах и поселениях, где они не являлись меньшинством, составляя иногда до половины населения города. В таких условиях евреи слабо владели русским языком (особенно, ввиду отсутствия телевидения и массового образования), говоря в основном на идише, а также на местных языках и диалектах, сохраняли свою религию (иудаизм) и культуру (характерную одежду, причёски и т. д.) По прибытии в США, такие группы евреев быстро забывали о своём формально российском происхождении и переходили во втором поколении на английский язык, продолжая сохранять собственную религию и культуру.
Многие эмигранты из Российской империи, СССР и стран СНГ меняли или сокращали свои имена и фамилии, чтобы слиться с американцами и избежать излишних подозрений (например, в разгар холодной войны). Так, в разное время, Мироновы становились Мирренами (Хелен Миррен) или Мирами (Фрэнк Мир), Агронские — Агронами (Дианна Агрон), Сигаловичи — Сигалами (Стивен Сигал), Факторовичи — Факторами (Макс Фактор), Куницины — Кунисами (Мила Кунис), Спиваковы — Ковами и т. д. Но не всегда фамилии искажались намеренно, иногда искажения являлись следствием ошибок в написании и произношении непривычной для американцев фонетики, так «Маслов» стал «Маслоу» (Абрахам Маслоу), Бинёвы превратились в Бениофф (Дэвид Бениофф), Левины — в Левайнов и Ливайнов.
Лишь около 65 000 из 3 миллионов иммигрантов в Соединённые Штаты Америки из Российской империи между 1870 и 1915 открыто называли себя этническими русскими. Значительная часть американцев, которые ныне указывают русское происхождение, являются потомками выходцев из Австро-Венгерской империи, карпато-русин из Галиции. Значительное число галицких русин перешли из католицизма в православие и ныне образуют основу Русской православной церкви в Америке.
Иммигранты из России в начале XX века имели, как правило, левые политические взгляды и были активны в профсоюзном движении. Эта ассоциация россиян с политическим радикализмом впоследствии усилила предрассудки в отношении мигрантов. После Октябрьской революции, во время «красной паники» 1919—1920 годов, антироссийская ксенофобия стала основываться также на угрозе распространения революции. Страх перед политическим радикализмом способствовал введению квот на иммиграцию на основе этнического состава населения США в 1890 (то есть до значительной иммиграции из России). Эти квоты действовали с 1921 по 1965 год.
В начале XXI века выходцы из России стали принимать более активное участие в американской политике, по крайней мере на уровне муниципалитетов и штатов. Двое иммигрантов из России были избраны в Законодательное собрание штата Нью-Йорк — Алек Брук-Красный (депутат Ассамблеи штата Нью-Йорк от Демократической партии с 2006 по 2015 год) и Давид Сторобин (сенатор штата от Республиканской партии в течение нескольких месяцев 2012 года).
В конце XX века русскоговорящие иммигранты искали необходимую информацию через рекламные объявления в русских газетах в США или через знакомых. В начале XXI века произошло стремительное развитие интернета, что, в свою очередь, стало толчком для появления онлайн-сервисов, досок объявлений, групп в социальных сетях и форумов. Соответственно, перед иммигрантами появились новые, эффективные и безопасные способы решения насущных вопросов в стране. Среди русскоязычных онлайн-сервисов выделяют BAZAR.club и rusrek.com. Это большие интернет-платформы, которые включают в себя доску объявлений о вакансиях, каталог бизнесов, афишу и информативный блог.
С 2022 года произошла новая волна миграции, связанная с военными действиями на Украине, преимущественно, через Мексиканскую границу. В настоящее в США работают два русскоязычных телеканала: RTVI и RTN. Также в США работают несколько русскоязычных радиостанций, самые известные из которых «Русская Реклама» и Freedom FM.

## Основные организации иммигрантов из России в США
- Конгресс русских американцев
- Пушкинское общество Америки
- Толстовский фонд
- Фонд Андрея Сахарова
- Институт современной России
- Русскоязычный общественный совет
- Фонд «Свободная Россия»
- Американская ассоциация русского языка, культуры и образования
- Шорфронт